# Jomo Harris
Jomo Harris (15 febbraio 1995) è un calciatore inglese di origine barbadiana, centrocampista del Paradise SC Dover.

## Carriera

### Club
Ha esordito nel 2015 con il Paradise SC Dover, giocando nella massima serie del campionato barbadiano e concludendo la stagione al sesto posto.

### Nazionale
Debutta in nazionale nel 2015, anno in cui disputa anche due incontri valevoli per le qualificazioni ai Mondiali 2018.

## Statistiche

### Cronologia presenze e reti in nazionale
Aggiornato al 30 maggio 2023

| Cronologia completa delle presenze e delle reti in nazionale ― Barbados | Cronologia completa delle presenze e delle reti in nazionale ― Barbados | Cronologia completa delle presenze e delle reti in nazionale ― Barbados | Cronologia completa delle presenze e delle reti in nazionale ― Barbados | Cronologia completa delle presenze e delle reti in nazionale ― Barbados | Cronologia completa delle presenze e delle reti in nazionale ― Barbados | Cronologia completa delle presenze e delle reti in nazionale ― Barbados | Cronologia completa delle presenze e delle reti in nazionale ― Barbados |
| Data                                                                    | Città                                                                   | In casa                                                                 | Risultato                                                               | Ospiti                                                                  | Competizione                                                            | Reti                                                                    | Note                                                                    |
| ----------------------------------------------------------------------- | ----------------------------------------------------------------------- | ----------------------------------------------------------------------- | ----------------------------------------------------------------------- | ----------------------------------------------------------------------- | ----------------------------------------------------------------------- | ----------------------------------------------------------------------- | ----------------------------------------------------------------------- |
| 1-2-2015                                                                | Bridgetown                                                              | Barbados                                                                | 2 – 2                                                                   | Guyana                                                                  | Amichevole                                                              | 1                                                                       | 72’                                                                     |
| 8-3-2015                                                                | Bridgetown                                                              | Barbados                                                                | 2 – 2                                                                   | Saint Vincent e Grenadine                                               | Amichevole                                                              | -                                                                       | 72’                                                                     |
| 23-3-2015                                                               | Bridgetown                                                              | Barbados                                                                | 0 – 1                                                                   | Isole Vergini Americane                                                 | Qual. Mondiali 2018                                                     | -                                                                       | 29’, 54’                                                                |
| 10-5-2015                                                               | Bridgetown                                                              | Barbados                                                                | 1 – 3                                                                   | Saint Kitts e Nevis                                                     | Amichevole                                                              | -                                                                       |                                                                         |
| 11-6-2015                                                               | Oranjestad                                                              | Aruba                                                                   | 0 – 2                                                                   | Barbados                                                                | Qual. Mondiali 2018                                                     | -                                                                       |                                                                         |
| 7-5-2017                                                                | Basseterre                                                              | Saint Kitts e Nevis                                                     | 1 – 1                                                                   | Barbados                                                                | Amichevole                                                              | -                                                                       | 64’                                                                     |
| 18-6-2017                                                               | Remire-Montjoly                                                         | Guyana francese                                                         | 3 – 0                                                                   | Barbados                                                                | Amichevole                                                              | -                                                                       |                                                                         |
| 30-6-2017                                                               | Sauteurs                                                                | Rep. Dominicana                                                         | 2 – 1                                                                   | Barbados                                                                | Amichevole                                                              | -                                                                       | 69’                                                                     |
| 4-7-2017                                                                | St. George's                                                            | Saint Vincent e Grenadine                                               | 4 – 2                                                                   | Barbados                                                                | Amichevole                                                              | -                                                                       |                                                                         |
| 7-7-2017                                                                | St. George's                                                            | Grenada                                                                 | 0 – 2                                                                   | Barbados                                                                | Amichevole                                                              | -                                                                       | 67’                                                                     |
| 29-10-2017                                                              | Hamilton                                                                | Bermuda                                                                 | 2 – 3                                                                   | Barbados                                                                | Amichevole                                                              | -                                                                       |                                                                         |
| 25-3-2018                                                               | Bridgetown                                                              | Barbados                                                                | 0 – 0                                                                   | Bermuda                                                                 | Amichevole                                                              | -                                                                       |                                                                         |
| 4-6-2018                                                                | Bridgetown                                                              | Barbados                                                                | 0 – 0                                                                   | Belize                                                                  | Amichevole                                                              | -                                                                       |                                                                         |
| 5-8-2018                                                                | San Pedro                                                               | Belize                                                                  | 1 – 0                                                                   | Barbados                                                                | Amichevole                                                              | -                                                                       | 90’                                                                     |
| 21-8-2018                                                               | Bridgetown                                                              | Barbados                                                                | 2 – 2                                                                   | Giamaica                                                                | Amichevole                                                              | -                                                                       | 71’                                                                     |
| 27-8-2018                                                               | Bridgetown                                                              | Barbados                                                                | 0 – 0                                                                   | Cuba                                                                    | Amichevole                                                              | -                                                                       | 57’                                                                     |
| 30-8-2018                                                               | Bridgetown                                                              | Barbados                                                                | 0 – 2                                                                   | Cuba                                                                    | Amichevole                                                              | -                                                                       | 45’                                                                     |
| 30-9-2018                                                               | Georgetown                                                              | Saint Vincent e Grenadine                                               | 1 – 1                                                                   | Barbados                                                                | Amichevole                                                              | -                                                                       |                                                                         |
| 14-10-2018                                                              | San Salvador                                                            | El Salvador                                                             | 3 – 0                                                                   | Barbados                                                                | CONCACAF Nations League 2019-2020 - Qualificazioni                      | -                                                                       | 66’                                                                     |
| 19-11-2018                                                              | Bridgetown                                                              | Barbados                                                                | 3 – 0                                                                   | Isole Vergini Americane                                                 | CONCACAF Nations League 2019-2020 - Qualificazioni                      | -                                                                       | 45’                                                                     |
| 1-3-2019                                                                | Kingstown                                                               | Saint Vincent e Grenadine                                               | 2 – 0                                                                   | Barbados                                                                | Amichevole                                                              | -                                                                       | 58’                                                                     |
| 6-3-2019                                                                | Kingstown                                                               | Saint Lucia                                                             | 0 – 2                                                                   | Barbados                                                                | Amichevole                                                              | -                                                                       |                                                                         |
| 8-3-2019                                                                | Kingstown                                                               | Dominica                                                                | 0 – 2                                                                   | Barbados                                                                | Amichevole                                                              | 1                                                                       |                                                                         |
| 9-9-2019                                                                | George Town                                                             | Isole Cayman                                                            | 3 – 2                                                                   | Barbados                                                                | CONCACAF Nations League 2019-2020 - 1º Turno                            | -                                                                       | 72’                                                                     |
| 13-10-2019                                                              | Bridgetown                                                              | Barbados                                                                | 1 – 0                                                                   | Isole Vergini Americane                                                 | CONCACAF Nations League 2019-2020 - 1º Turno                            | -                                                                       |                                                                         |
| 15-10-2019                                                              | Saint Croix                                                             | Isole Vergini Americane                                                 | 0 – 4                                                                   | Barbados                                                                | CONCACAF Nations League 2019-2020 - 1º Turno                            | -                                                                       |                                                                         |
| 16-11-2019                                                              | The Valley                                                              | Saint-Martin                                                            | 1 – 0                                                                   | Barbados                                                                | CONCACAF Nations League 2019-2020 - 1º Turno                            | -                                                                       |                                                                         |
| 20-11-2019                                                              | Bridgetown                                                              | Barbados                                                                | 3 – 0                                                                   | Isole Cayman                                                            | CONCACAF Nations League 2019-2020 - 1º Turno                            | -                                                                       | 90’                                                                     |
| 8-1-2020                                                                | Irvine                                                                  | Canada                                                                  | 4 – 1                                                                   | Barbados                                                                | Amichevole                                                              | -                                                                       | 75’                                                                     |
| 26-3-2021                                                               | Santo Domingo                                                           | Panama                                                                  | 1 – 0                                                                   | Barbados                                                                | Qual. Mondiali 2022                                                     | -                                                                       |                                                                         |
| 31-3-2021                                                               | Santo Domingo                                                           | Barbados                                                                | 1 – 0                                                                   | Anguilla                                                                | Qual. Mondiali 2022                                                     | -                                                                       |                                                                         |
| 9-6-2021                                                                | Santo Domingo                                                           | Barbados                                                                | 1 – 1                                                                   | Dominica                                                                | Qual. Mondiali 2022                                                     | -                                                                       |                                                                         |
| 3-7-2021                                                                | Fort Lauderdale                                                         | Bermuda                                                                 | 8 – 1                                                                   | Barbados                                                                | Qual. Gold Cup 2021                                                     | -                                                                       | 63’                                                                     |
| 23-2-2022                                                               | Fort-de-France                                                          | Martinica                                                               | 3 – 1                                                                   | Barbados                                                                | Amichevole                                                              | -                                                                       | 65’                                                                     |
| 25-3-2022                                                               | Port of Spain                                                           | Trinidad e Tobago                                                       | 9 – 0                                                                   | Barbados                                                                | Amichevole                                                              | -                                                                       | 8’                                                                      |
| 28-3-2022                                                               | Port of Spain                                                           | Barbados                                                                | 0 – 5                                                                   | Guyana                                                                  | Amichevole                                                              | -                                                                       | 13’                                                                     |
| 3-6-2022                                                                | Gros Islet                                                              | Barbados                                                                | 0 – 1                                                                   | Antigua e Barbuda                                                       | CONCACAF Nations League 2022-2023 - 1º Turno                            | -                                                                       | 9’ 62’                                                                  |
| 5-6-2022                                                                | Santiago di Cuba                                                        | Cuba                                                                    | 3 – 0                                                                   | Barbados                                                                | CONCACAF Nations League 2022-2023 - 1º Turno                            | -                                                                       | 45’                                                                     |
| 10-6-2022                                                               | Gros Islet                                                              | Barbados                                                                | 0 – 1                                                                   | Guadalupa                                                               | CONCACAF Nations League 2022-2023 - 1º Turno                            | -                                                                       | 88’                                                                     |
| 23-2-2023                                                               | Sauteurs                                                                | Grenada                                                                 | 1 – 1                                                                   | Barbados                                                                | Amichevole                                                              | -                                                                       | 62’ 73’                                                                 |
| 27-2-2023                                                               | St. George's                                                            | Grenada                                                                 | 2 – 2                                                                   | Barbados                                                                | Amichevole                                                              | -                                                                       |                                                                         |
| 24-3-2023                                                               | Bridgetown                                                              | Barbados                                                                | 0 – 1                                                                   | Cuba                                                                    | CONCACAF Nations League 2022-2023 - 1º Turno                            | -                                                                       | Cap. 36’ 57’                                                            |
| 9-9-2023                                                                | Bridgetown                                                              | Barbados                                                                | 2 – 3                                                                   | Montserrat                                                              | CONCACAF Nations League 2023-2024 - 1º Turno                            | -                                                                       | 65’                                                                     |
| Totale                                                                  |                                                                         | Presenze                                                                | 43                                                                      |                                                                         | Reti                                                                    | 2                                                                       |                                                                         |